# Chrám svatého Alexandra Něvského (Novosibirsk)

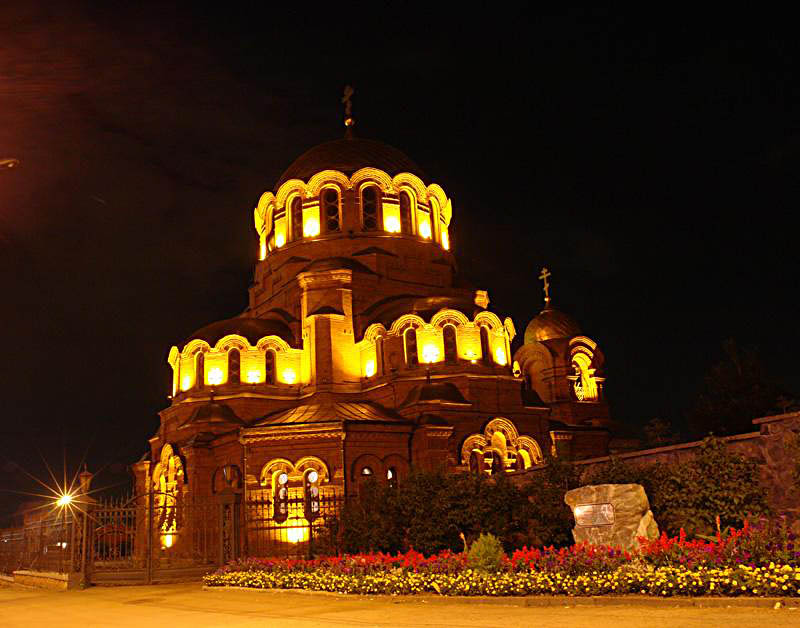
Chrám sv. Alexandera Něvského v Novosibirsku, noční pohled

Chrám svatého Alexandra Něvského (rusky Собор во имя Александра Невского) je pravoslavný chrám v ruském sibiřském městě Novosibirsk (do roku 1926 Novonikolajevsk). Chrám byl pojmenován na počest slavného ruského vojevůdce a světce Alexandra Něvského z 13. století.

## Dějiny
Chrám byl postaven v letech 1897 až 1899 v novobyzantskom stylu. Jeho hlavním architektem byl N. M. Tichomirov. Jde o první kamennou stavbu v novobyzantskom stylu v tehdejším Novonikolajevsku. Chrám vznikl na památku cara Alexandra III., který se zasadil o vybudování Transsibiřské magistrály. Carská rodina finančně přispěla na ikonostas a ikony v chrámu. Základní kámen chrámu byl položen 15. května 1897. Chrám byl vysvěcen pravoslavným biskupem z města Tomsk 29. prosince 1899. V roce 1915 získal status katedrály. Roku 1937 nechali chrám sovětští komunisté uzavřít. Následně byl využíván na různé jiné světské účely (kinematografie, filharmonie).

## Současnost
Již v roce 1988 se začalo ve městě rozvíjet hnutí za návrat chrámu pravoslavné církvi u příležitosti tisíc let od přijetí křesťanství v Rusku. 25. srpna 1989 byl chrám církvi vrácen a 15. května 1991 vysvěcen patriarchou Moskvy a celé Rusi Alexejem II.